# Фалк Балцер
Фалк Балцер (Лајпциг, 14. децембар 1973) бивши је немачки атлетичар, чија је специјалност билa трке са препонама. Син је Карин Балцер, источно-немачке олимпијске победнице у Токију 1964. победом у трци на 80 метара са препонама и вишеструка светске рекордерка на 80 и 100 метара са препонама.

## Каријера
Године 1998. освојио је сребрну медаљу на Европском првенству у Будимпешти иза Британца Колина Џексона и ои на крају сезоне на Светском првенству народа у Јоханезбургу. Следеће године Балцер је освојио бронзану медаљу на 60 м са препонама на Светском првенству у дворани 1999. у Маебашију, иза Колина Џексона и Реги Торијана, а пласирало се у финале Светског првенства у Севиљи.
Године 2001. био је позитиван на нандролон на допинг тесту, па је од страна Немачке атлетске федерацоије био суспендован на 2 године.
По завршетку такмичарске каријере Балцер се бави тренерским позивом. Међу значајнијим именима које је тренирао је Чехиња Зузане Хејнове двоструке светске првакиње 2013. у Москвии 2015. у Пекингу.

## Лични рекорди
- 60 м препоне : 7,41 29/01/1999, Кемниц) [1]
- 110 м препоне : 13 s 10 (13. 9. 1998. Јоханезбург)